# Foudre (bande dessinée)
Pour les articles homonymes, voir Foudre (homonymie).
Foudre est une série de bande dessinée de science-fiction, genre anticipation, créée par Luc Dellisse (scénario) et Christian Durieux (dessin).

## Synopsis
La fin du monde est imminente. On suit d'albums en albums l'évolution de ce monde si semblable au nôtre mais dont les différences deviennent de plus en plus visibles...

## Albums
1. L'Étincelle (1996)
2. Clandestin  (1996)
3. Hong Kong machine (1997)
4. Le Dernier Nobel (1998)
5. Les Jardins de Magellan (1998)